# Iutenses Fútbol Club
El Iutenses Fútbol Club, también conocido como Club de Fútbol Iutenses, es un club de fútbol venezolano, establecido en la ciudad de San Cristóbal, estado Táchira, representativo del Instituto Universitario de Tecnología Agroindustrial (también conocido como I.U.T), casa de estudios fundada en 1.971, que milita en la Tercera División de Venezuela.

## Historia
Tras varias temporadas compitiendo a nivel local y en los torneos juveniles organizados por la F.V.F, el equipo tachirense inicia su preparación el 19 de marzo para lo que será su temporada debut en la escala profesional del balompié venezolano, contando con una plantilla de jugadores egresados y estudiantes propios del I.U.T. Tomó parte en el Grupo Occidental II, que fue subdividido en "A" y "B", donde enfrentaría a otros 7 conjuntos, entre ellos a FD Talentos del Sur y al equipo filial de Trujillanos FC, que lo derrotaría 5-0. Una serie de resultados adversos (incluida una goleada de 14-1 ante Atlético Los Andes, récord para la categoría) marcaron la temporada del cuadro universitario, que sólo sumó 4 unidades durante toda la temporada, finalizando últimos de grupo, tanto en su zona, como en la Tabla Acumulada. 

## Estadio
Disputa sus partidos como local en el Campo Vega de Aza, ubicado en el Municipio Torbes, que posee una capacidad aproximada para 1000 espectadores.

## Datos del club
- Temporadas en 1.ª División: 0
- Temporadas en 2.ª División: 0
- Temporadas en 3.ª División: 1

## Palmarés

### Torneos nacionales
- Primera División de Venezuela: (0)
- Segunda División de Venezuela: (0)
- Tercera División de Venezuela: (0)
- Copa Venezuela: (0)

- Datos: Q28663545